# Miusynsk
Miusynsk (em ucraniano:  Міусинськ, em russo:  Миусинск) é uma cidade da Ucrânia, situada no Oblast de Luhansk. Tem 18,07 km² de área e sua população em 2020 foi estimada em 4.668 habitantes.